# Nueva Libertad Salvador
Nueva Libertad Salvador är en ort i Mexiko.   Den ligger i kommunen Las Margaritas och delstaten Chiapas, i den sydöstra delen av landet, 900 km öster om huvudstaden Mexico City. Nueva Libertad Salvador ligger 1 457 meter över havet och antalet invånare är 299.
Terrängen runt Nueva Libertad Salvador är lite bergig, och sluttar österut. Runt Nueva Libertad Salvador är det ganska glesbefolkat, med 30 invånare per kvadratkilometer. Närmaste större samhälle är San Isidro, 14,9 km sydost om Nueva Libertad Salvador. I omgivningarna runt Nueva Libertad Salvador växer i huvudsak städsegrön lövskog.